# 藍血人
藍血人是指擁有貴族血統或出身的人。辭源來自於西班牙語，用來描述宣稱擁有西哥德（日耳曼的一支）血統的西班牙王室或貴族，血統沒有被其膚色較深的敵人（摩爾人）所污染，其血管透過白皙的皮膚看起來似乎血液是藍色的，故有此稱呼。從階級角度探討的解釋是，在中世紀的歐洲，與整天在外勞動曬黑的農民相較，上流階級由於沒有整天在烈日下曝曬，膚色較為蒼白，因此其淋巴看起來比較顯著。
英國歷史學者羅伯特·雷西解釋：

西班牙人是世界上第一個提出「貴族的血是藍色而不是紅色」的民族。西班牙貴族於9世紀開始，五百年來戎馬刀弓，致力於收復失地運動，一寸一寸地從摩爾人手中奪回伊比利亞半島。貴族於戰前必先高舉手臂，露出白晢得無法掩遮血管的皮膚，以及其下清晰可見的藍色靜脈，以示自身血統純正，未受膚色黝黑之摩爾人血統污染，以振軍心。

## 註解
1. ↑  .   [2011-02-07]. （原始内容存档于2021-01-28）.
2. ↑  Robert Lacey, Aristocrats. Little, Brown and Company, 1983, p. 67